# Zabij krokodýla a uteč
Zabij krokodýla a uteč (v anglickém originále Kill the Alligator and Run) je 19. díl 11. řady (celkem 245.) amerického animovaného seriálu Simpsonovi. Scénář napsal John Swartzwelder a díl režírovala Jen Kamermanová. V USA měl premiéru dne 30. dubna 2000 na stanici Fox Broadcasting Company a v Česku byl poprvé vysílán 26. února 2002 na stanici ČT1.

## Děj
Homer dostane časopis plný osobnostních testů a dělá s nimi kvízy svým přátelům a rodině. Později si udělá vlastní test, který odhalí, že mu zbývají pouhé tři roky života. V hrůze z údajně blížící se smrti se u něj objeví nespavost a zešílí. Homer navštíví psychiatra Springfieldské jaderné elektrárny, jenž mu navrhne, aby si vzal dlouhou dovolenou. Simpsonovi se vydají na výlet na Floridu a po příjezdu se ocitnou uprostřed bujarých jarních prázdnin. Marge chce, aby Homer zůstal v hotelovém pokoji, ale on uteče na večírek a navštíví koncert, na kterém vystupují Joe C. a Kid Rock. Brzy ale prázdniny skončí a divocí vysokoškoláci se vrátí ke studiu. 
Homer, který se chce stále bavit, si pronajme člun a donutí svou rodinu, aby jela s ním. Prožene se bažinou a omylem zabije nejslavnějšího místního obyvatele – aligátora jménem Kapitán Jack, kterého Marge, Maggie, Líza a Bart viděli na exkurzi dříve, zatímco Homer ze sebe na koncertě udělal hlupáka. Na místo rychle dorazí šerif, a přestože je Homer jediným viníkem, je ze zabití aligátora obviněna celá rodina. Rodina před šerifem prchá a při automobilové honičce je srazí vlak, který jejich auto tlačí po kolejích několik mil. Nakonec se auto z dráhy vlaku vymrští a Simpsonovi utečou do místní restaurace, kde dostanou práci. Bydlí v nedalekém přívěsu a postupně se mění v burany. 
Posléze je vystopuje šerif a unese jejich přívěs, když spí. Za jejich zločiny a Homerův pošetilý pokus o obhajobu u soudu je rodina nasazena na nucené práce. Jednou v noci, když pracují na večírku pořádaném soudcem před kapitolou, kde se starají o hosty, vyjde ze dveří Kapitán Jack a prozradí, že nikdy nebyl zabit, ale pouze omráčen. Rodina je propuštěna a je jim zakázán další vstup do státu Florida – mohou tedy cestovat pouze do Arizony nebo Severní Dakoty, ačkoli Homer první stát odmítá, protože se mu nelíbí tamní zápach.

## Produkce
Epizodu napsal John Swartzwelder a režírovala Jen Kamermanová. Když animační oddělení dokončilo práci na dílu, byla nakonec asi o čtyři minuty delší a štáb seriálu byl nucen provést náročné škrty. Jedna ze scén, která byla vystřižena, zachycovala Kapitána Jacka, jak leží v kapitolu na Floridě a Kid Rock je jedním z přítomných lidí, kteří se aligátorovi přišli poklonit. Showrunner Simpsonových Mike Scully vyjádřil lítost nad vystřižením této scény, protože to „uškodilo logice“ v pozdější části dílu, kdy Kapitán Jack vyleze z kapitolu a všem se odhalí, čímž vznikla dějová díra kvůli absenci jakéhokoli vysvětlení, jak se tam dostal.
V dílu hostuje herec Diedrich Bader v roli šerifa. Producent Simpsonových Ian Maxtone-Graham Badera během natáčení režíroval a řekl hostující hvězdě, aby udělala jižanský přízvuk. V dílu také hostují moderátor talk show Charlie Rose a filmový producent Robert Evans jako oni sami. Evans a Rose se objevují ve scéně na začátku epizody, kdy Homer zůstane dlouho vzhůru a sleduje Roseův rozhovor s Evansem v televizi, přičemž má halucinace, že mu vyhrožují smrtí. V jejich rozhovoru jsou zmíněny Evansovy filmy Love Story a Dva Jakeové a také Vincent Canby.
V dílu také hostují rappeři Kid Rock a Joe C., kteří v rolích sebe samých vystupují na každoročním koncertu o jarních prázdninách, na něž se Homer tajně vypraví. V rámci jeho vystoupení zazní píseň Kida Rocka „Bawitdaba“. Scully v rozhovoru pro Detroit Free Press uvedl, že štáb seriálu vybral právě Kida Rocka a Joea C. pro tuto epizodu, protože ti dva „mají velký jevištní projev“ a vizuálně jsou „vtipnou kombinací“. Podle Scullyho měli oba hudebníci „velký smysl pro humor (…) o sobě“, přičemž Kid Rock požádal, zda „by mohl přidat pár vlastních hlášek. Chtěl se představit jako ‚pasák národa‘, což jsme zachovali. Je to docela dobrý název.“ Kid Rock nahrál některé své dialogy po telefonu, ale také navštívil studio Simpsonových v Los Angeles, kde strávil 45 minut, aby nahrál své repliky. Scully uvedl, že to vypadalo, že si to zpěvák užíval, a byl překvapen, že dorazil včas. „Moje první reakce na to byla: ‚Co je to za rockovou hvězdu?‘,“ řekl Scully žertovně deníku Detroit Free Press. Všechny repliky Joea C. byly nahrány po telefonu.

## Vydání a přijetí
Díl byl původně vysílán na stanici Fox ve Spojených státech 30. dubna 2000 a ten večer jej vidělo přibližně 7,46 milionu domácností. S ratingem 7,4 společnosti Nielsen se epizoda umístila na 46. místě ve sledovanosti v týdnu od 24. do 30. dubna 2000. Byl to třetí nejlépe hodnocený pořad na stanici Fox v tom týdnu, hned po epizodě Malcolm in the Middle (která získala rating 8,2) a dílu Akt X (která získala rating 7,7). Dne 7. října 2008 vyšel díl na DVD jako součást box setu The Simpsons – The Complete Eleventh Season. Na audiokomentáři k epizodě na DVD se podíleli členové štábu Mike Scully, Ian Maxtone-Graham, George Meyer, Matt Selman, Julie Thackerová a Steven Dean Moore, stejně jako herec Dan Castellaneta a hostující hvězda Diedrich Bader. Součástí box setu byly také vymazané scény z dílu.
Podle Scullyho je epizoda fanoušky Simpsonových často uváděna jako jedna z nejhorších epizod vůbec, a to kvůli své struktuře a obskurnosti. Scully řekl, že epizoda je „tak trochu třemi příběhy v jednom“. George Meyer, scenárista a producent seriálu, v audiokomentáři na DVD uvedl, že podle fanoušků je to „taková zběsilá a šílená, chaotická epizoda“, a dodal: „Nemohu nesouhlasit. Ale při jejím psaní jsme si užili spoustu legrace a stojíme si za ní.“. Při recenzování 11. řady Simpsonových se k epizodě vyjádřil Colin Jacobson z DVD Movie Guide: „Že to byla skvělá epizoda? Páni – tohle je možná nejzmatenější díl Simpsonových doposud! Zdá se, že epizoda trpí poruchou pozornosti, protože se nedokáže soustředit na žádné téma příliš dlouho. Zřídkakdy dává smysl a málokdy vyvolá smích. Ano, má pár zábavných momentů, ale je příliš roztříštěná na to, aby uspěla.“ Annie Allemanová z The Herald News naopak označila díl za svou 8. nejoblíbenější epizodu Simpsonových. Nancy Basileová z About.com považuje za nejlepší scénu epizody tu, kde se Simpsonovi stali vidláky a sedí na verandě a Bart říká: „Líbí se mi tenhle venkovskej život. Úča řikala, že se tady nepropadá.“. Corey Deiterman z Houston Press zařadil Kida Rocka na první místo svého seznamu 5 nejhorších hudebních hostů v historii Simpsonových.